# Lucio Pinario Mamercino
Lucio Pinario Mamercino (Roma, ... – ...; fl. V secolo a.C.) è stato un politico romano del V secolo a.C..

## Tribuno consolare
Fu eletto tribuno consolare  nel 432 a.C. con Lucio Furio Medullino, e Spurio Postumio Albo Regillense, tutti e tre patrizi, come i tribuni consolari dell'anno precedente.
Durante la magistratura, mentre Roma si riprendeva dalla pestilenza e dalla carestia sofferta l'anno precedente ed i plebei lamentavano il fatto che le massime magistrature repubblicane erano comunque appannaggio dei patrizi, Livio riporta delle tensioni contro Roma delle popolazioni vicine degli Etruschi, Volsci ed Equi.